# 国家情怀
《国家情怀》是2022年待播中国大陆农村剧，导演王伟民，主演印小天、傅晶、马少骅、潘雨辰、冯国强、封柏、徐百慧、许亚军，讲述了中国共产党在祁县永兴乡农村扶贫的故事。

## 演员
- 印小天
- 傅晶
- 马少骅
- 潘雨辰
- 冯国强
- 封柏
- 徐百慧
- 许亚军

## 制作
2020年11月3日,《国家情怀》在安徽省六安市开机拍摄。2021年1月8日，《国家情怀》在安徽省金寨县正式杀青。